# Valeria Nárbikova
Valeria Spartákovna Nárbikova (en ruso: Валерия Спартаковна Нарбикова) (Moscú, 24 de febrero de 1958 - 9 de noviembre de 2024) fue una escritora y pintora rusa moderna.

## Biografía
Se graduó en el Instituto Literario de Moscú. Publicó sus primeros poemas en 1978.
Junto a las escritoras Svetlana Vasilenko y Larisa Vanéyeva inició la corriente literaria moderna de ‘prosa de mujeres’ a finales de los ochenta. 
Hasta 1998 no pudo publicar su prosa en la URSS y Rusia porque los editores no comprendieron su estética y estilo. La prosa de Valeria Nárbikova es posmodernista, neobarroca, provocativa e individual. Como muchos autores rusos de vanguardia, Valeria Nárbikova tuvo fama primeramente en el extranjero. Sus libros han sido traducidos a algunas lenguas, entre ellas el alemán, el italiano, el francés, el checo, el eslovaco o el holandés. 
Entró el PEN-Club ruso en 1990 y en la Unión de Escritores en 1991, pero dejó el PEN-Club en 1995, en una demostración de la solidaridad por la denegación a aceptar en esta institución a su marido Aleksandr Glezer. 
Como pintora reconocida ha concurrido a exposiciones en Rusia, Europa y los EE. UU. 
Su novela de 1992, Okolo ekolo (traducida en 1999 como In the Here and There -Acá y allá'), fue nominada en 1993 para el Premio Booker ruso, y su novela de 1994, Shepot shuma (The Whisper of Noise - Susurro de ruido), recibió el prestigioso premio PEN Nabokov Award en Rusia en 1994.

## Obras escogidas
- Равновесие света дневных и ночных звезд (1990) – El equilibrio de la luz del día y de noche, novela corta
- План (1989) – El plan
- Видимость нас (1991) – Apariencia, novela corta
- Ад как да - ад как да (1991) – Inferno como sí
- Около эколо... (1992) - Acá y allá
- Шепот шума (1994) - Susurro de ruido - PEN Nabokov Award en Rusia en 1994.
- … и путешестие (1996) – ... Y el viaje, novela
- Девочка показывает (1998) – La muchacha muestra, ciclo de cuentos
- Сквозь (2005) - A través de
- Султан и отшельник (2006) – El sultán y el anacoreta, novela corta